# Nicolae Oțălea
Nicolae Oțălea (a doua jumătate a secolului al XVIIII-lea) a fost primul fabulist român.
Culegerea sa de fabule, intitulată Alese fabule, a fost publicată în limba română, cu caractere chirilice, la Viena, în 1784. Acest cărturar bănățean îl devansează astfel cu trei decenii pe Dimitrie Țichindeal.

## Ediții
- Alese fabule, ediție îngrijită de Mircea Popa, Cluj, Editura Dacia, 1985